# János Volner

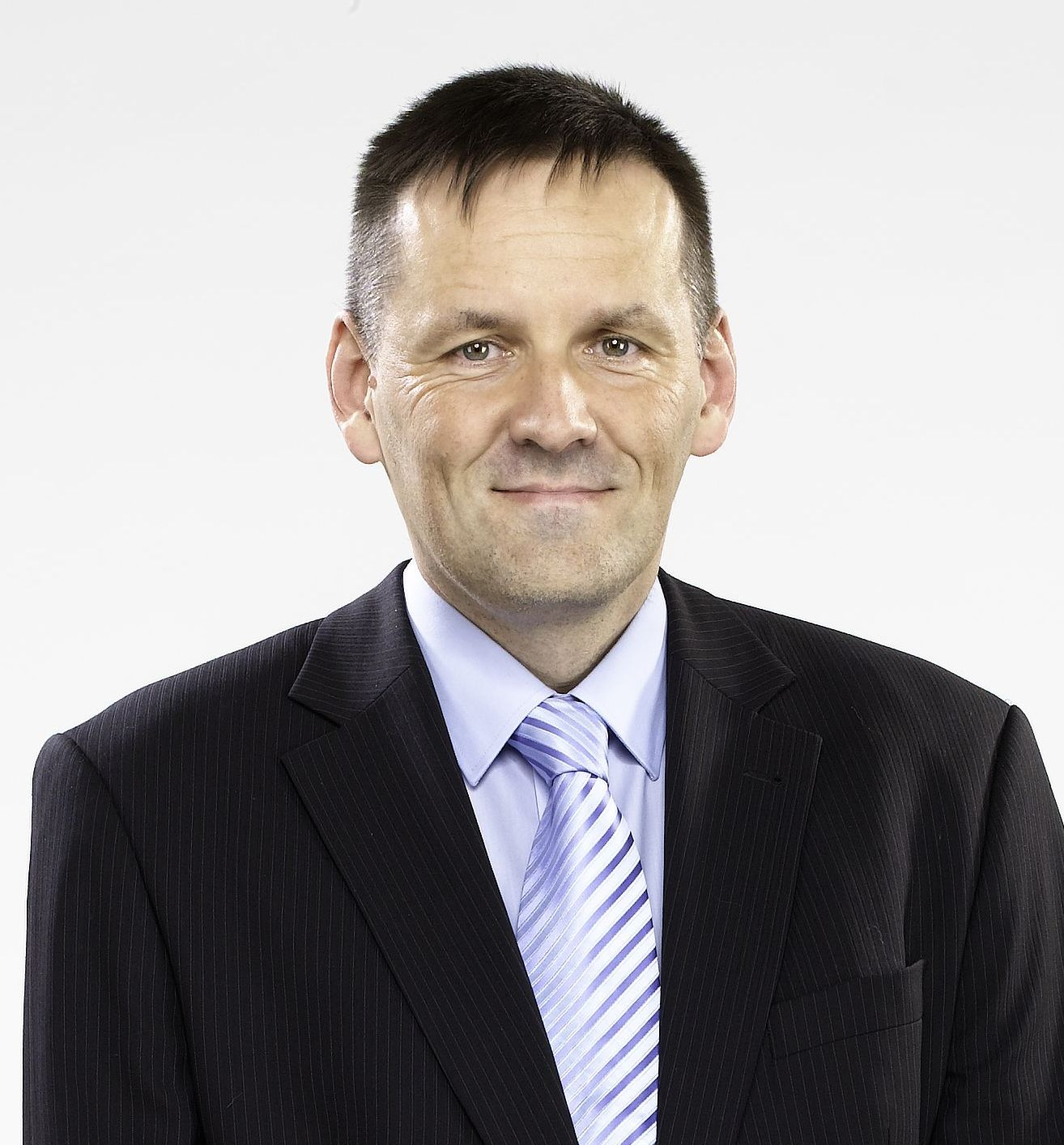
János Volner (2014)

János Volner (* 28. September 1969 in Budapest) ist ein ungarischer Politiker, der von 2010 bis 2022 Abgeordneter im ungarischen Parlament war. Seit 2012 war er Vizepräsident der Partei Jobbik und bekleidete von 2016 bis 2018 den Posten des Fraktionsvorsitzenden der Partei. 2018 trat er aus der Jobbik aus und wurde Mitglied der Partei Mi Hazánk Mozgalom. Im September 2020 gründete er seine eigene Partei, die Volner Partei und war noch bis 2022 für diese fraktionsloser Abgeordneter.

## Leben
Noch vor seinem 18. Lebensjahr begann er  als Verkäufer zu arbeiten. Das Abitur holte er 1988 neben dem Beruf  nach. Zwischen 1989 und 1994 arbeitete Volner bei der ungarischen Polizei, wo er für seine erfolgreiche Arbeit mehrmals ausgezeichnet wurde. 1994 wechselte er ins Geschäftsleben, als Geschäftsleiter sammelte er im Bereich Handel reichlich Erfahrung.

## Politischer Werdegang
Im Mai 2012 wurde er zum Vizepräsidenten der Partei Jobbik gewählt. Er war im Wirtschaftsausschuss der Partei aktiv.
Bei den Parlamentswahlen 2010 hat er sein Mandat über die Landesliste der Partei Jobbik erlangt. Er wurde zum Vizefraktionsvorsitzenden ernannt und arbeitete als Vizepräsident im Ausschuss für Wirtschaft und Informatik.
Bei den Parlamentswahlen 2014 hat er sein Mandat durch den dritten Platz auf der Landesliste der Partei Jobbik erhalten. Seitdem war er Vorsitzender des Ausschusses für Unternehmensentwicklung und Mitglied im Wirtschaftsausschuss. Bis 2016 war er Vizefraktionsvorsitzender, seit dem Rücktritt von Gábor Vona war er bis 2018 Fraktionsvorsitzender von Jobbik.
Im Oktober 2018 wurde er aufgrund seiner Kritik an der Partei aus der Jobbik-Fraktion ausgeschlossen und wurde fraktionsloser Abgeordneter als Mitglied der Partei Mi Hazánk. Im September 2020 trat er aus der Partei aus und gründete seine eigene Partei, die Volner Partei. Im Januar 2022 gab er bekannt, dass diese nicht an den Wahlen im April 2022 teilnimmt, weshalb er nach diesen aus dem Parlament ausschied.

## Familie
Volner ist zum zweiten Mal verheiratet und hat aus seiner ersten Ehe zwei erwachsene Kinder.